# Стромець (гміна)
Гміна Стромець (пол. Gmina Stromiec) — сільська гміна у центральній Польщі. Належить до Білобжезького повіту Мазовецького воєводства.
Станом на 31 грудня 2011 у гміні проживало 5775 осіб.

## Площа
Згідно з даними за 2007 рік площа гміни становила 156.47 км², у тому числі:
- орні землі: 58.00%
- ліси: 35.00%

Таким чином, площа гміни становить 24.48% площі повіту.

## Населення
Станом на 31 грудня 2011:
| Опис     | Загалом | Загалом | Чоловіки | Чоловіки | Жінки | Жінки |
| -------- | ------- | ------- | -------- | -------- | ----- | ----- |
| одиниця  | осіб    | %       | осіб     | %        | осіб  | %     |
| все      | 5775    | 100     | 2936     | 50.84    | 2839  | 49.16 |
| міське   | 0       | 100     | 0        |          | 0     |       |
| сільське | 5775    | 100     | 2936     | 50.84    | 2839  | 49.16 |

## Сусідні гміни
Гміна Стромець межує з такими гмінами: Білобжеґі, Варка, Ґловачув, Ґрабув-над-Пилицею, Єдлінськ, Стара Блотниця.